# Vårgårda
Vårgårda è una città della Svezia, capoluogo del comune omonimo, nella contea di Västra Götaland. Ha una popolazione di 5.735 abitanti.

## Cultura

### Istruzione
Nella città c'è una scuola superiore chiamata Sundlergymnasiet. La scuola prende il nome da Fredrik Sundler, che di solito è visto come il fondatore di Vårgård.

## Infrastrutture e trasporti
Vårgårda si trova vicino a Västra stambanan e alla E20 . Ci sono anche vari autobus per le vicine città di Alingsås, Sollebrunn, Herrljunga, Borås e Nossebro.